# Pic des Prés les Fonts
Le pic des Prés les Fonts est un sommet situé dans le département français des Hautes-Alpes en région Provence-Alpes-Côte d'Azur. Il culmine à 3 358 mètres.

## Géographie

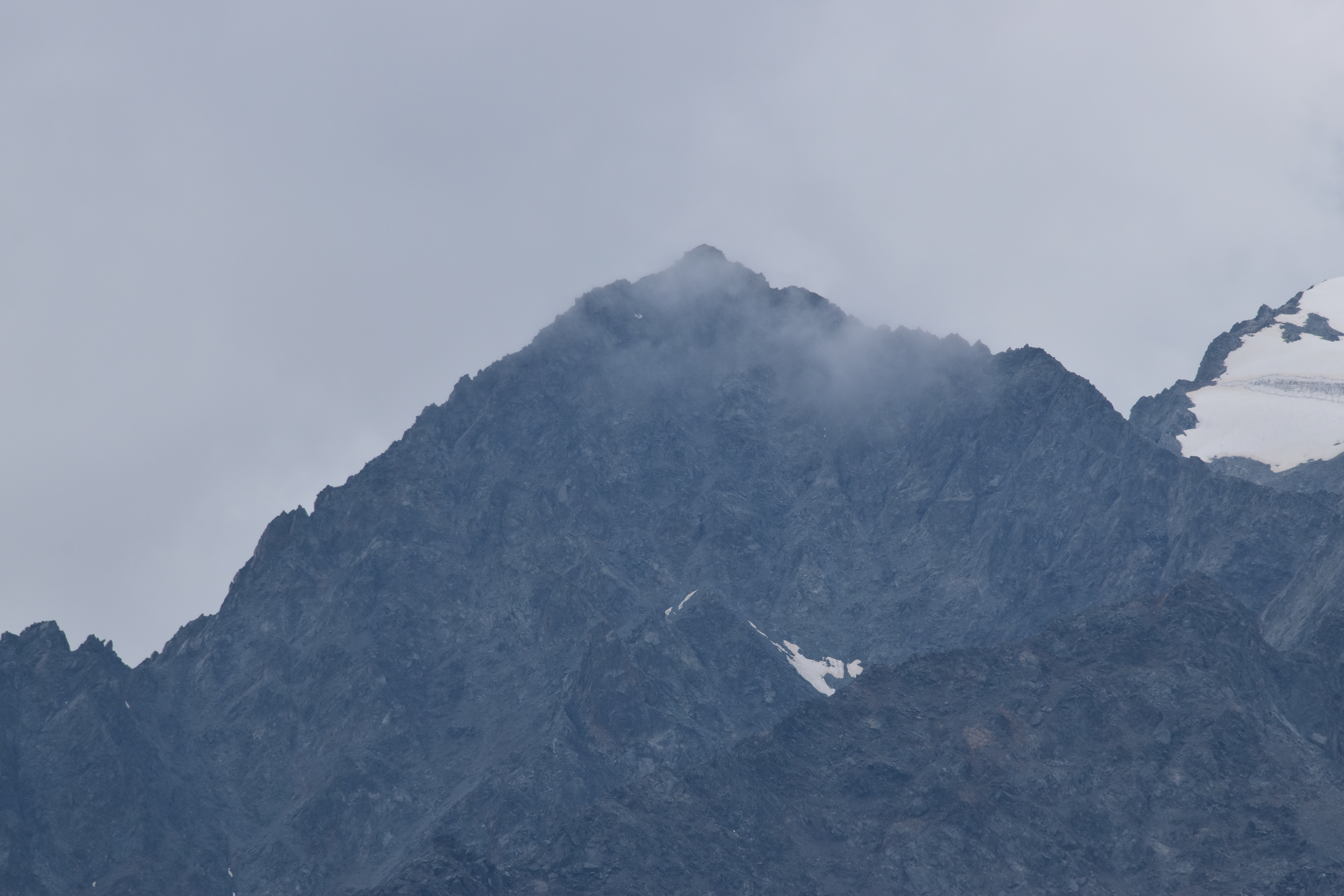
La face Est.

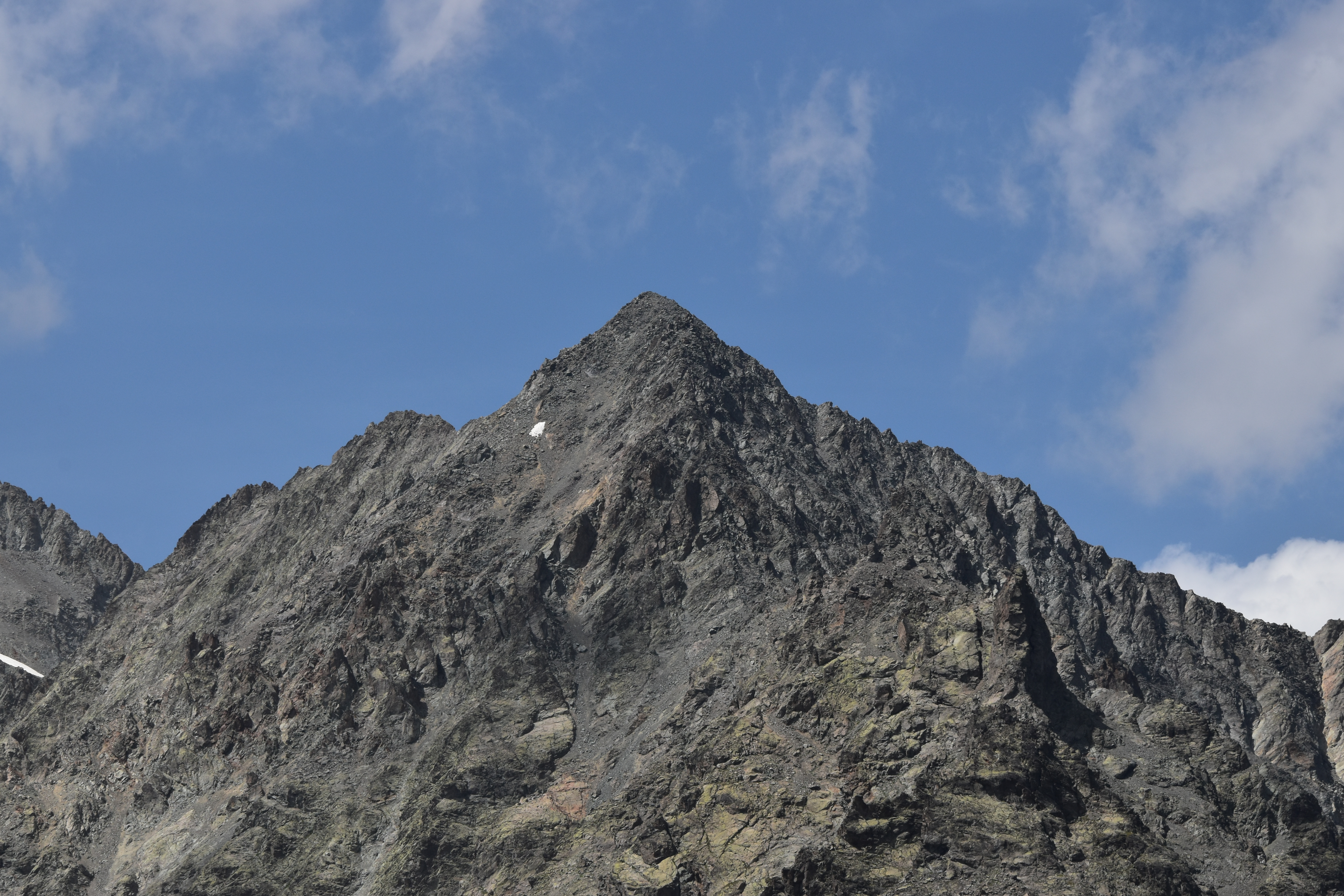
La face Sud.

Le pic des Prés les Fonts se trouve sur la commune du Monêtier-les-Bains. Il surplombe la moraine de l'ancien glacier qui porte son nom. Il est à la jonction des pics du Casset d'une part et de la crête du Lauzas d'autre part. Le col des Prés les Fonds au nord culmine à 3 221 mètres, et le col du Casset (3 265 mètres) se trouve à l'est.

## Histoire
La première ascension du pic des Prés les Fonts a été effectuée[Quand ?] par William Auguste Coolidge.

## Voies d'accès
La face Est est accessible en gravissant la moraine de l'ancien glacier puis en empruntant un couloir. Une approche directe vers le sommet est alors possible.